# 萨利尼亚克-埃维格
萨利尼亚克-埃维格（法語：Salignac-Eyvigues，法語發音：[saliɲak ɛviɡ]）是法国多尔多涅省的一个市镇，位于该省东部偏南，属于萨拉拉卡内达区。该市镇总面积43.48平方公里，2009年时的人口为1141人。

## 历史
该市镇于1965年由原市镇萨利尼亚克（Salignac）与埃维涅和埃贝讷（Eyvignes-et-Eybènes）合并而成，合并之后的名称为“萨利尼亚克-埃维涅”（Salignac-Eyvignes）。2001年，该市镇更名为今天的“萨利尼亚克-埃维格”（Salignac-Eyvigues），不过在一些后来的书籍资料中，该地的译名仍为“萨利尼亚克-埃维涅”而并未更新。

## 地理
萨利尼亚克-埃维格（44°58'28"N, 1°19'22"E）面积43.48 平方千米，位于法国新阿基坦大区多爾多涅省，该省份为法国西南部内陆省份，是法國本土面积第三大的省，大致对应佩里戈尔地区，北起顺时针与夏朗德省、上维埃纳省、科雷兹省、洛特省、洛特-加龙省、吉倫特省和滨海夏朗德省接壤。
与萨利尼亚克-埃维格接壤的市镇（或旧市镇、城区）包括：波兰、苏亚克、锡梅罗勒、博雷兹、圣纳塔莱娜、圣克雷潘和卡尔吕塞、圣热涅斯、佩克德莱斯佩朗斯、佩里亚克和米亚克、奥尔利亚盖。
萨利尼亚克-埃维格的时区为UTC+01:00、UTC+02:00（夏令时）。

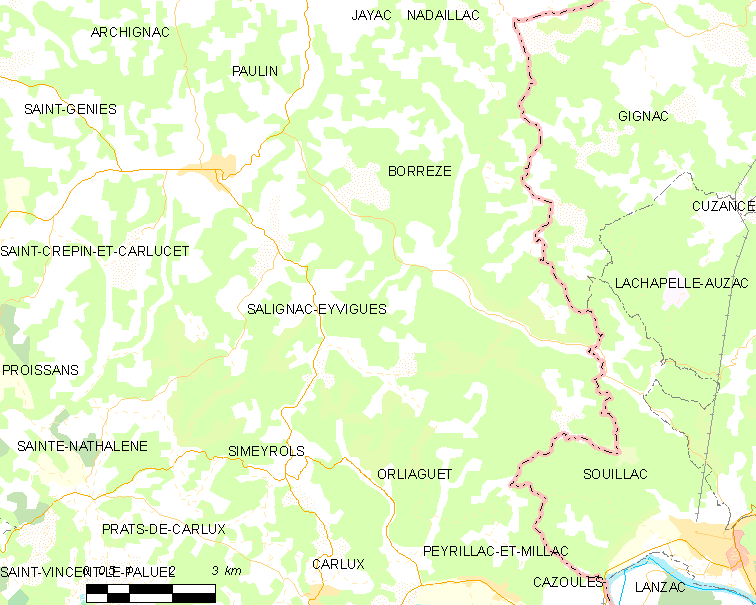
萨利尼亚克-埃维格的OSM定位图

## 行政
萨利尼亚克-埃维格的邮政编码为24590，INSEE市镇编码为24516。

## 政治
萨利尼亚克-埃维格所属的省级选区为泰拉松-拉维勒迪约县。

## 人口

1962-2008年间萨利尼亚克-埃维格人口变化图示

萨利尼亚克-埃维格于2022年1月1日时的人口数量为1184人。